# Dan Ar Braz

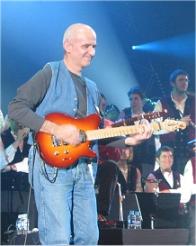
Dan ar Braz

Dan Ar Braz, född som Daniel Le Bras, 15 januari 1949 i Quimper, Bretagne, Frankrike, är en fransk (bretonsk) gitarrist och sångare.

## Karriär
Dan Ar Braz fick sin första gitarr som 13-åring och hade The Shadows, Jimi Hendrix och Bob Dylan som förebilder. 1967 träffade han Alan Stivell som bjöd in honom i sin grupp. De spelade keltisk musik och Daniels elgitarr skapade en speciell ljudbild tillsammans med de övriga instrumenten, däribland säckpipa. Gruppen turnerade början av 1970-talet i Europa, Nordamerika och Australien. Han ändrade sitt namn till Dan Ar Bras för att påvisa sitt bretagnska arv. 
Efter att ha försökt sig på en solokarriär, flyttat till Storbritannien och återigen bytt namn (till Dan Ar Braz) gav han konserter med gruppen Fairport Convention. I slutet av decenniet återvände han till Bretagne och spelade in soloskivor. Under 1980-talet turnerade han i både Europa och USA och det mesta av hans material var instrumentalt. Under 2000-talet har Dan Ar Braz återvänt till solokarriären efter att ha arbetat med L'Héritage des Celtes.

## L'Héritage des Celtes
1992 organiserade han Festival de Cornouaille i Quimper. Han använde sig av sina många kontakter i Storbritannien, Frankrike och USA och skapade gruppen L'Héritage des Celtes tillsammans med Donal Lunny från Irland, Karen Matheson från Skottland, Elaine Morgan från Wales och Bagad Kemper och Alan Stivell från Bretagne. I festivalen deltog 75 musiker.
L'Héritage des Celtes sålde 100 000 exemplar av sitt album och blev 1996 utsedda som Frankrikes representanter i Eurovision Song Contest i Oslo. Deras bidrag Diwanit Bugale är det enda franska bidrag som framförts på bretonska i tävlingen.
Tävlingen följdes upp av albumet Finisterres 1997, vilket även det sålde i 100 000 exemplar.

## Diskografi
- Stations (1974)
- Irish Reels, Jigs, Airs & Hornpipes (1975)
- Douar Nevez (1977)
- Allez Dire à la Ville (1978)
- The Earth's Lament (1979)
- Acoustic (1981)
- Music for the Silences to Come (1985)
- Septembre Bleu (1988)
- Songs (1990)
- Frontiers de Sel/Borders Of Salt (1991)
- Les Iles de la Memoire - samlingsskiva (1992)
- Rêve de Siam (1992)
- Xavier Grall chante par Dan Ar Bras (1992)
- Theme for the Green Lands (1994)
- Héritage des Celtes (1994)
- Kindred Spirit (1995)
- L'Heritages des Celtes Live (1997)
- L'Heritages des Celtes: Finisterres (1997)
- L'Essential en 3 CD (1998)
- Septembre Bleu (2000)
- L'Heritages des Celtes: Zenith (2001)
- La Memoire des Volets Blancs (2001)
- Made in Breizh (2002)
- Celtiques (2003)
- A Toi et Ceux (2004)
- Frontières de Sel (2006) DVD och CD
- Les Perches du Nil (2007)
- Comptines celtiques et d'ailleurs (2009)
- Celebration (2012)